# Dominik Księski
Dominik Jan Księski (ur. 10 października 1959 w Lublinie) – polski nauczyciel, działacz społeczny i wydawca, prezes Stowarzyszenia Gazet Lokalnych (2003–2014).

## Życiorys
Syn poety i dziennikarza Jerzego Księskiego. W 1982 uzyskał absolutorium na Wydziale Filologii Polskiej i Klasycznej Uniwersytetu im. Adama Mickiewicza w Poznaniu, a w 1988 ukończył studia na Wydziale Filologii Polskiej Uniwersytetu Marii Curie-Skłodowskiej w Lublinie. W 1995 odbył studium dziennikarstwa współczesnego na Uniwersytecie Trnawskim. Od 1969 do 1978 był członkiem Związku Harcerstwa Polskiego. W latach 1982–1992 pracował jako nauczyciel w szkołach podstawowych m.in. w Żninie. Jeszcze w trakcie studiów uczestniczył w strajkach studenckich, od 1983 do 1989 działał w niejawnych strukturach „Solidarności”. Był współzałożycielem i kierownikiem lokalnej drukarni wydawnictw drugiego obiegu.
W 1989–1990 był członkiem prezydium żnińskiego Komitetu Obywatelskiego. Od 1990 do 2005 działał w Ruchu Obywatelskim Akcji Demokratycznej, Unii Demokratycznej i Unii Wolności. W 1991 był współzałożycielem kwartalnika „Żnińskie Zeszyty Historyczne”. W 1992 zaczął prowadzić własną działalność wydawniczą (m.in. w ramach lokalnego Wydawnictwa Dominika Księskiego Wulkan). Został redaktorem naczelnym lokalnego tygodnika „Pałuki”, a w 2003 prezesem Stowarzyszenia Gazet Lokalnych (funkcję tę pełnił do 2014). Wydawał także takie tytuły jak „Wulkan”, „Pałuki i Ziemia Mogileńska” oraz „Gazeta Biskupińska”.
Zaangażował się również w działalność społeczną. W 1995 przeprowadził pierwszą w Polsce akcję wsparcia prasy lokalnej u wschodnich sąsiadów Polski w postaci cyklu dziesięciodniowych staży dla wydawców i dziennikarzy kilkunastu gazet z dawnych republik radzieckich w redakcjach polskich gazet lokalnych. W kolejnych latach wielokrotnie prowadził m.in. na Ukrainie i Białorusi wykłady z zakresu redagowania oraz zarządzania prasą lokalną.
Zajmuje się również od czasów studenckich tłumaczeniem pieśni rosyjskich bardów. W 1990 wydał kasetę magnetofonową W stronę gór z autorskimi piosenkami i tłumaczeniami, w 2002 nagrał jako wykonawca dwie piosenki na składance przebojów turystycznych Gdy powieje latem, wydał także płyty Pojedziemy (2005, z własnym wykonaniem tłumaczeń pieśni m.in. Władimira Wysockiego) oraz Tylko tu (2016, z własnymi utworami o tematyce górskiej).
W 2017 przeszedł Łuk Karpat (z udziałem osób towarzyszących zmieniających się na kolejnych etapach marszu). Autor stanowiącej relację z tej wyprawy książki pt. Ogień to druga woda czyli Łuk Karpat, która w 2020 uzyskała pierwszą nagrodę w kategorii „proza literacka o tematyce górskiej” na V Międzynarodowym Konkursie „Najlepsze wydawnictwa o górach”, odbywającym się przy Międzynarodowych Targach Książki w Krakowie.

## Odznaczenia i wyróżnienia
W 2011 prezydent Bronisław Komorowski odznaczył go Krzyżem Kawalerskim Orderu Odrodzenia Polski. W 2011 wyróżniony odznaką „Zasłużony Działacz Kultury”. Za założenie Stowarzyszenia Gazet Lokalnych został uhonorowany Społecznym Noblem Ashoki 2011.